# Encentrum cruentum
Encentrum cruentum är en hjuldjursart som beskrevs av Harry K. Harring och Myers 1928. Encentrum cruentum ingår i släktet Encentrum och familjen Dicranophoridae. Arten är reproducerande i Sverige. Inga underarter finns listade i Catalogue of Life.